# رئيس (لعبة فيديو)

دكتور كورتيكس أحد الأمثلة على الزعماء في ألعاب الفيديو.

الرئيس أو الزعيم أو الوحش (بالإنكليزية::Boss) في الألعاب الألكترونية، هو عادة ما يكون شخصية قوية وذو قدرات هائلة في لعبة ألكترونية ويأتي في نهاية جزء أو مرحلة من اللعبة.
تعرف النسخة النهائية منه في الألعاب بالوحش الأخير (بالإنكليزية:Final Boss)، ويكون عادة هو العدو اللدود للبطل حيث يقاتله اللاعب في نهاية اللعبة من أجل تحقيق الهدف النهائي وإنهاء اللعبة.

## أمثلة على الوحوش الأخيرة
- دكتور نيو كورتيكس في سلسلة ألعاب كراش بانديكوت.
- تايرنت في لعبة ريزدنت إيفل 1.
- هيهاتشي ميشيما في لعبة تيكن 1.
- باوزر في سلسلة ألعاب سوبر ماريو.